# Papaipema insulidens
Papaipema insulidens là một loài bướm đêm trong họ Noctuidae.